# Onthophagus pegesimallus
Onthophagus pegesimallus é uma espécie de inseto do género Onthophagus, família Scarabaeidae, ordem Coleoptera.
Foi descrita cientificamente por Marcus em 1917.